# Pixel 3D Professional
Pixel 3D Professional (PixPro) es un programa informático que ofrece utilidades multifunción de tratamiento 3D para diseño profesional de gráficos. Se creó para simplificar la tarea de crear y convertir objetos en 3D y fue programado en 1990 por la compañía Axiom Software para la familia de computadores Amiga.
Entre sus características se encuentran:
- Funciones de autotrazado usadas para convertir textos e imágenes en formato bitmap a objetos en 3D.
- Soporte de lectura y escritura de 13 formatos distintos de imagen. (Lightwave 3D, 3D Pro, Imagine, Draw 4D Pro, etc)
- Manipulación de datos y funciones.

## Requerimientos de hardware
PixPro funciona en cualquier computador de la familia Amiga con 1 megabyte de memoria RAM de chip. 